# Ennu
Koordinaten: 58° 14′ N, 22° 41′ O
Ennu ist ein Dorf (estnisch küla) auf der größten estnischen Insel Saaremaa. Es gehört zur Landgemeinde Saaremaa (bis 2017: Landgemeinde Pihtla) im Kreis Saare.

## Einwohnerschaft und Lage
Das Dorf hat elf Einwohner (Stand 31. Dezember 2011). Es liegt auf der Halbinsel Vätta (Vätta poolsaar), östlich der Inselhauptstadt Kuressaare.

## Windmühle
Die Windmühle auf dem Bauernhof Jaagu stammt aus dem Jahr 1924 und wurde 2013 umfassend restauriert. Sie ist ein typisches Beispiel für die auf Saaremaa früher weit verbreiteten Bockwindmühlen. Die Windmühle mit ihrem weiten Blick über die Ostsee dient heute als kleine Herberge und ornithologische Aussichtsplattform.